# أبغلمان (شميل)
أبغلمان (بالفارسية: آبگلمان) هي مستوطنة تقع في إيران في قسم شمیل الريفي. يقدر عدد سكانها بـ 184 نسمة بحسب إحصاء 2016.